# Gare de Pré-en-Pail
La gare de Pré-en-Pail est une ancienne gare ferroviaire française située sur le territoire de la commune de Pré-en-Pail, dans le département de la Mayenne, en région Pays de la Loire.
Fermée aux voyageurs, c'était une gare de la Société nationale des chemins de fer français (SNCF).

## Situation ferroviaire
La gare de Pré-en-Pail était située au point kilométrique (PK) 27,289 de la ligne d'Alençon à Domfront.